# 신슈 대학
신슈 대학(일본어: 信州大学, Shinshu University)은 일본의 국립 대학이다. 마쓰모토시에 있다. '신슈'(信州)라는 이름은 시나노노쿠니(信濃國)를 의미한다.

## 연혁
신슈 대학은 1949년에 마쓰모토 고등학교(松本高等學校), 마쓰모토 의과대학(松本醫科大學), 마쓰모토 의학 전문학교(松本醫學專門學校), 나가노 현립 농림 전문학교(長野縣立農林專門學校), 우에다 섬유 전문학교(上田纖維專門學校), 나가노 공업 전문학교(長野工業專門學校), 나가노 사범학교(長野師範學校), 나가노 청년 사범학교(長野靑年師範學校)를 통합하여 설립되었다.
- 1949년 : 신슈 대학 발족 (학부: 문리학부, 교육학부, 의학부, 공학부, 농학부, 섬유학부).
- 1966년 : 문리학부를 분리: 인문학부, 이학부.
- 1973년 : 인문학부가 현 마쓰모토 캠퍼스로 이전.
- 1978년 : 인문학부를 개편: 인문학부, 경제학부.

이하, 신슈 대학에 통합된 구 학교들의 연혁이다.
- 1919년 : 마쓰모토 고등학교 설립.
- 1949년 : 신슈 대학 문리학부가 됨.

- 1927년 : 마쓰모토 시립 병원 설립.
- 1944년 : 마쓰모토 의학 전문학교 설립.
- 1945년 : 마쓰모토 시립 병원이 의학 전문학교 부속 병원이 됨.
- 1946년 : 현 마쓰모토 캠퍼스로 이전.
- 1948년 : 마쓰모토 의과대학으로 승격.
- 1949년 : 신슈 대학 의학부가 됨.

- 1945년 : 현 이나시(伊那市)에서 개교.
  - 학과: 농과, 임과.
- 1947년 : 현 미나미미노와(南箕輪) 캠퍼스로 이전.
- 1949년 : 신슈 대학 농학부가 됨.

- 1910년 : 현 우에다시에 우에다 잠사 전문학교(上田蠶絲專門學校) 설립.
  - 학과: 양잠과, 제사(製絲)과.
- 1919년 : 견사방직과를 증설.
- 1940년 : 섬유화학과를 증설.
- 1944년 : 우에다 섬유 전문학교로 개칭.
  - 학과: 잠사과, 방직과, 섬유화학과, 섬유농업과.
- 1949년 : 신슈 대학 섬유학부가 됨.

- 1943년 : 나가노시에 나가노 고등 공업학교(長野高等工業學校) 설립.
  - 학과: 기계과, 정밀기계과, 항공공학과, 전기과, 통신공학과.
- 1944년 : 나가노 공업 전문학교로 개칭.
  - 학과: 기계과, 항공기과, 전기과, 전기통신과.
- 1945년 : 항공기과 폐쇄.
- 1948년 : 토목과를 증설.
- 1949년 : 신슈 대학 공학부가 됨.

- 1873년 : 현 마쓰모토시에 지쿠마 현 사범강습소(筑摩縣師範講習所) 설립.
- 1873년 : 현 나가노시에 나가노 현 사범강습소(長野縣師範講習所) 설립.
- 1874년 : 지쿠마 현 사범강습소가 지쿠마 현 사범학교(筑摩縣師範學校)로 개칭.
- 1875년 : 나가노 현 사범강습소가 나가노 현 사범학교(長野縣師範學校)로 개칭.
- 1876년 : 현 나가노현 발족. 나가노 현 사범학교와 지쿠마 현 사범학교를 통합.
- 1886년 : 나가노 현 심상 사범학교로 개칭.
- 1887년 : 현 나가노(교육) 캠퍼스로 이전.
- 1898년 : 나가노 현 사범학교로 개칭.
- 1905년 : 남자 사범학교와 여자 사범학교를 분리.
- 1943년 : 남자 사범학교를 여자 사범학교와 통합. 관립 나가노 사범학교로 승격.
- 1949년 : 신슈 대학 교육학부가 됨.

- 1918년 : 나가노 현 실업보습학교 교원 양성소(長野縣實業補習學校敎員養成所) 설립.
- 1919년 : 나가노 현립 농사강습소(長野縣立農事講習所) 제2부로 개편.
- 1921년 : 나가노 현 실업보습학교 교원 양성소로 개편.
- 1935년 : 나가노 현립 청년학교 교원 양성소(長野縣立靑年學校敎員養成所)로 개칭.
- 1944년 : 관립 나가노 청년 사범학교로 승격.
- 1949년 : 신슈 대학 교육학부가 됨.

## 캠퍼스

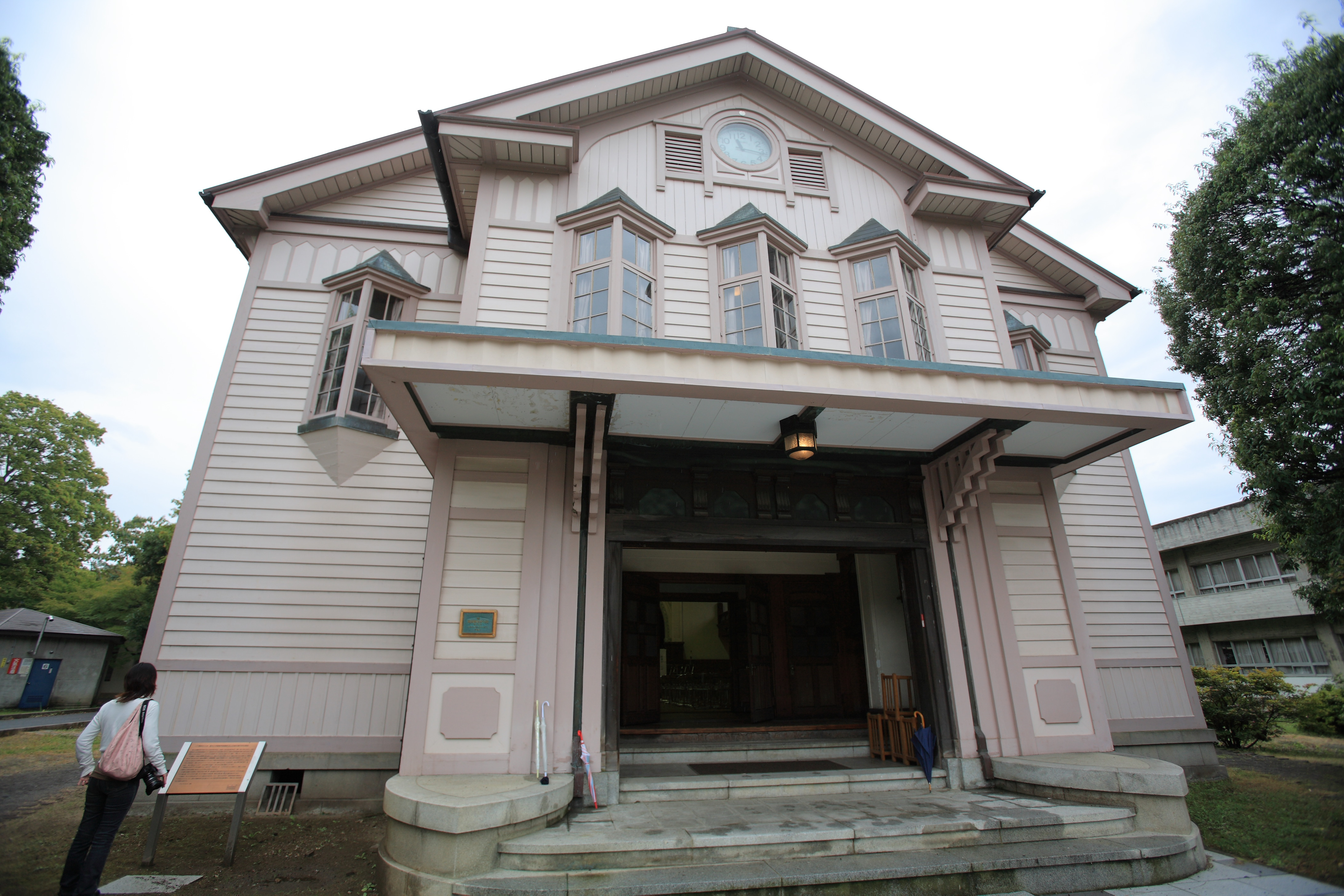
우에다 캠퍼스 강당

- 마쓰모토(松本) 캠퍼스: 대학 본부 캠퍼스.
- 나가노현 마쓰모토시 아사히(旭) 3-1-1.
- 나가노(교육) 캠퍼스: 교육학부 캠퍼스.
- 나가노 현 나가노시 오아자(大字) 니시나가노(西長野) 6.
- 나가노(공학) 캠퍼스: 공학부 캠퍼스.
- 나가노 현 나가노시 와카사토(若里) 4-17-1.
- 미나미미노와(南箕輪) 캠퍼스: 농학부 캠퍼스.
- 나가노 현 가미이나군(上伊那郡) 미나미미노와촌(南箕輪村) 8304.
- 우에다(上田) 캠퍼스: 섬유학부 캠퍼스.
- 나가노 현 우에다시 도키다(常田) 3-15-1.

## 조직

### 학부
- 인문학부
  - 인간정보학과
  - 문화 커뮤니케이션 학과
- 교육학부
  - 학교교육 교원양성과정
  - 양호학교 교원양성과정
  - 평생 스포츠 과정
  - 교육상담과정
- 경제학부
  - 경제학과
  - 경제 시스템 학과
- 이학부
  - 수리(數理)/자연정보과학과
  - 물리과학과
  - 화학과
  - 지질과학과
  - 생물과학과
  - 물질순환학과
- 의학부
  - 의학과 (6년제)
  - 보건학과
- 공학부
  - 기계 시스템 공학과
  - 전기전자공학과
  - 물환경토목공학과
  - 건축학과
  - 물질공학과
  - 정보공학과
  - 환경기능공학과
- 농학부
  - 식료생산과학과
  - 삼림과학과
  - 응용생명과학과
- 섬유학부
  - 창조공학계
  - 화학/재료계
  - 응용생물학계

### 대학원
- 인문과학 연구과 (석사 과정)
- 교육학 연구과 (석사 과정)
- 경제/사회정책과학 연구과
- 의학계 연구과
- 종합이공학계 연구과 (석사 과정)
- 종합공학계 연구과 (박사 과정)
- 농학 연구과 (석사 과정)
- 연합 농학 연구과 (박사 과정. 본부: 기후 대학)
- 법조법무 연구과 (법과대학원)

### 부속기관
- 도서관
- 의학부 부속 병원
- 교육학부 부속 학교 (2개 초등학교, 2개 중학교, 유치원, 특별지원학교)